# Mistrzostwa Polski w Kajakarstwie 2020
83. Mistrzostwa Polski seniorów w kajakarstwie – odbyły się w Poznaniu w dniach 14 – 16 sierpnia 2020. 
Mistrzostwa rozgrywane były na Torze Regatowym „Malta”, położonym na jeziorze Maltańskim.

## Medaliści

### Mężczyźni

#### Kanadyjki
| Konkurencja | Złoto                                                                                 | Czas      | Srebro                                                                     | Czas      | Brąz                                                                   | Czas      |
| C-1 200 m   | Wiktor Głazunow (AZS Gorzów Wlkp.)                                                    | 44.194    | Michał Łubniewski (AZS Politechnika Opole)                                 | 45.306    | Oleksii Koliadych (Admira Gorzów Wlkp.)                                | 46.250    |
| C-1 500 m   | Wiktor Głazunow (AZS Gorzów Wlkp.)                                                    | 1:55.076  | Marcin Grzybowski (MKS Czechowice-Dziedzice)                               | 1:56.144  | Vincent Słomiński (Stomil Poznań)                                      | 1:57.624  |
| C-1 1000 m  | Wiktor Głazunow (AZS-AWF Gorzów Wlkp.)                                                | 4:15.341  | Mateusz Kamiński (OKSW Olsztyn)                                            | 4:19.109  | Vincent Słomiński (Stomil Poznań)                                      | 4:19.545  |
| C-1 5000 m  | Wiktor Głazunow (AZS-AWF Gorzów Wlkp.)                                                | 19:16.927 | Mateusz Kamiński (OKSW Olsztyn)                                            | 19:18.837 | Marcin Grzybowski (MKS Czechowice-Dziedzice)                           | 19:32.317 |
| C-2 200 m   | Michał Łubniewski Arsen Śliwiński (AZS Politechnika Opole)                            | 39.211    | Aleksander Kitewski Norman Zezula (Zawisza Bydgoszcz)                      | 39.955    | Tomasz Barniak Mateusz Kamiński (OKSW Olsztyn)                         | 41.635    |
| C-2 500 m   | Michał Łubniewski Arsen Śliwiński (AZS Politechnika Opole)                            | 1:51.623  | Aleksander Kitewski Norman Zezula (Zawisza Bydgoszcz)                      | 1:51.699  | Tomasz Barniak Mateusz Kamiński (OKSW Olsztyn)                         | 1:52.767  |
| C-2 1000 m  | Piotr Kuleta Mateusz Zuchora (AZS Politechnika Opole)                                 | 3:57.827  | Tomasz Barniak Mateusz Kamiński (OKSW Opole)                               | 3:59.011  | Grzegorz Bryński Wiktor Głazunow (AZS-AWF Gorzów Wlkp.)                | 4:00.231  |
| C-4 500 m   | AZS Politechnika Opole Piotr Kuleta Mateusz Zuchora Arsen Śliwiński Michał Łubniewski | 1:38.771  | AZS-AWF Poznań Patryk Gluza Łukasz Nowak Gilbert Paluch Remigiusz Nowaczyk | 1:39.111  | Posnania Dominik Nowacki Szymon Sobczak Michał Kudła Łukasz Wiśniewski | 1:41.543  |
| C-4 1000 m  | AZS Politechnika Opole Mateusz Borgiel Piotr Kuleta Mateusz Zuchora Alexander Marasa  | 3:45.254  | AZS-AWF Poznań Remigiusz Nowaczyk Łukasz Nowak Gilbert Paluch Dawid Kozio  | 3:48.022  | Posnania Dominik Nowacki Szymon Sobczak Michał Kudła Łukasz Wiśniewski | 3:51.706  |

#### Kajaki
| Konkurencja | Złoto                                                                       | Czas      | Srebro                                                                                  | Czas      | Brąz                                                                  | Czas      |
| K-1 200 m   | Paweł Kaczmarek (KKW 1929 Kraków)                                           | 36.647    | Bartosz Grabowski (OKSW Olsztyn)                                                        | 37.155    | Jakub Stepun (AZS AWF Poznań)                                         | 37.347    |
| K-1 500 m   | Przemysław Korsak (G'Power Gorzów Wlkp.)                                    | 1:44.078  | Bartosz Stabno (Posnania)                                                               | 1:44.774  | Ksawery Hajdamowicz (Motława Gdańsk)                                  | 1:45.566  |
| K-1 1000 m  | Bartosz Stabno (Posnania)                                                   | 3:49.713  | Przemysław Korsak (G'Power Gorzów Wlkp.)                                                | 3:50.289  | Rafał Rosolski (Dojlidy Białystok)                                    | 3:52.429  |
| K-1 5000 m  | Rafał Rosolski (Dojlidy Białystok)                                          | 17:36.379 | Bartosz Stabno (Posnania)                                                               | 17:39.064 | Wiktor Wieruszewski (Fala Lublin)                                     | 17:54.039 |
| K-2 200 m   | Paweł Kaczmarek Jacek Piech (KKW 1929 Kraków)                               | 35.274    | Paweł Wolny Paweł Czaja (AZS-AWF Katowice)                                              | 35.730    | Marcin Nowacki Stanisław Szafraniec (Posnania)                        | 35.738    |
| K-2 500 m   | Bartosz Stabno Stanisław Szafraniec (Posnania)                              | 1:34.774  | Piotr Morawski Michał Bil (AZS Politechnika Opole)                                      | 1:34.822  | Łukasz Bonarski Rafał Rosolski (Dojlidy Białystok)                    | 1:37.310  |
| K-2 1000 m  | Michał Bil Piotr Morawski (AZS Politechnika Opole)                          | 3:39.586  | Fryderyk Fulko Sławomir Siwiec (Admira Gorzów Wlkp.)                                    | 3:42.330  | Karol Garbacz Adam Wysocki (Sparta Augustów)                          | 3:44.562  |
| K-4 500 m   | Posnania Stanisław Szafraniec Filip Weckwert Wojciech Tracz Jakub Michalski | 1:24.911  | Energetyk Poznań Patryk Kulczyński Robert Nowakowski Sławomir Witczak Jarosław Kajdanek | 1:27.323  | AZS-AWF Katowice Paweł Czaja Marcin Burzym Kamil Tomyślak Paweł Wolny | 1:28.635  |
| K-4 1000 m  | Sparta Augustów Adam Wysocki Kamil Garbacz Patryk Grygo Marcin Garbacz      | 3:25.924  | Spójnia Warszawa Paweł Kłos Jacek Chudowolski Patryk Świtalski Jakub Taciak             | 3:28.532  | AZS AWF Katowice Paweł Czaja Marcin Burzym Kamil Tomyślak Paweł Wolny | 3:32.040  |

### Kobiety

#### Kajaki
| Konkurencja | Złoto                                                                                      | Czas      | Srebro                                                                                            | Czas      | Brąz                                                                                | Czas      |
| K-1 200 m   | Katarzyna Kołodziejczyk (Zawisza Bydgoszcz)                                                | 42.478    | Marta Walczykiewicz (KTW Kalisz)                                                                  | 42.510    | Anna Puławska (AZS AWF Gorzów Wlkp.)                                                | 42.934    |
| K-1 500 m   | Anna Puławska (AZS-AWF Gorzów Wlkp.)                                                       | 1:53.836  | Justyna Iskrzycka (AZS-AWF Katowice)                                                              | 1:53.972  | Beata Rosolska (Kopernik Bydgoszcz)                                                 | 1:55.060  |
| K-1 1000 m  | Justyna Iskrzycka (AZS-AWF Katowice)                                                       | 4:26.253  | Anna Zagórska (OŚ AZS Politechniki Poznańskiej)                                                   | 4:27.245  | Adrianna Kąkol (KKW 1929 Kraków)                                                    | 4:37.229  |
| K-1 5000 m  | Beata Rosolska (Kopernik Bydgoszcz)                                                        | 19:31.390 | Marta Walczykiewicz (KTW Kalisz)                                                                  | 19:32.475 | Anna Zagórska (OŚ AZS Politechniki Poznańskiej)                                     | 19:51.505 |
| K-2 200 m   | Dominika Włodarczyk Helena Wiśniewska (Zawisza Bydgoszcz)                                  | 39.187    | Karolina Naja Małgorzata Puławska (Posnania)                                                      | 41.639    | Anna Puławska Julia Olszewska (AZS-AWF Gorzów Wlkp.)                                | 42.771    |
| K-2 500 m   | Klaudia Cyrulewska Martyna Klatt (Energetyk Poznań)                                        | 1:45.008  | Karolina Naja Małgorzata Puławska (Posnania)                                                      | 1:45.280  | Sandra Ostrowska Katarzyna Kołodziejczyk (Zawisza Bydgoszcz)                        | 1:45.892  |
| K-2 1000 m  | Karolina Markiewicz Paulina Markiewicz (AZS Politechnika Opole)                            | 4:11.795  | Kinga Jankowska Marta Witkowska (AZS Politechnika Opole)                                          | 4:12.251  | Joanna Heneczkowska Angelika Skorupińska (Posnania)                                 | 4:24.959  |
| K-4 500 m   | Zawisza Bydgoszcz Sandra Ostrowska Katarzyna Kołodziejczyk Nicola Gapska Helena Wiśniewska | 1:37.800  | AZS Politechnika Opole Zuzanna Jaszczyńska Karolina Markiewicz Paulina Markiewicz Marta Witkowska | 1:40.112  | Posnania Joanna Heneczkowska Karolina Naja Małgorzata Puławska Angelika Skorupińska | 1:44.976  |

#### Kanadyjki
| Konkurencja | Złoto                                                      | Czas      | Srebro                                           | Czas      | Brąz                                          | Czas      |
| C-1 200 m   | Dorota Borowska (NOSiR Nowy Dwór Mazowiecki)               | 49.920    | Katarzyna Szperkiewicz (AZS-AWF Poznań)          | 51.252    | Magda Stanny (Warta Poznań)                   | 51.684    |
| C-1 500 m   | Dorota Borowska (NOSiR Nowy Dwór Mazowiecki)               | 2:15.905  | Sylwia Szczerbińska (Cresovia Białystok)         | 2:17.453  | Magda Stanny (Warta Poznań)                   | 2:17.557  |
| C-1 5000 m  | Aleksandra Jacewicz (AZS Politechnika Opole)               | 23:20.895 | Paulina Grzelkiewicz (Warta Poznań)              | 23:32.370 | Adrianna Antos (AZS-AWF Poznań)               | 23:57.565 |
| C-2 200 m   | Katarzyna Szperkiewicz Patrycja Mendelska (AZS-AWF Poznań) | 52.498    | Paulina Grzelkiewicz Magda Stanny (Warta Poznań) | 53.286    | Adrianna Antos Ewelina Antos (AZS-AWF Poznań) | 54.582    |
| C-2 500 m   | Katarzyna Szperkiewicz Patrycja Mendelska (AZS-AWF Poznań) | 2:06.083  | Paulina Grzelkiewicz Magda Stanny (Warta Poznań) | 2:07.507  | Adrianna Antos Ewelina Antos (AZS-AWF Poznań) | 2:12.303  |

### Mixed

#### Kajaki
| Konkurencja | Złoto                                             | Czas   | Srebro                                              | Czas   | Brąz                                                | Czas   |
| K-2 200 m   | Martyna Klatt Sławomir Witczak (Energetyk Poznań) | 37.229 | Małgorzata Puławska Stanisław Szafraniec (Posnania) | 37.765 | Justyna Iskrzycka Kamil Tomyślak (AZS-AWF Katowice) | 38.301 |

#### Kanadyjki
| Konkurencja | Złoto                                       | Czas   | Srebro                                                 | Czas   | Brąz                                                   | Czas   |
| C-2 200 m   | Julia Walczak Tomasz Barniak (OKSW Olsztyn) | 43.771 | Patrycja Mendelska Remigiusz Nowaczyk (AZS-AWF Poznań) | 44.899 | Katarzyna Szperkiewicz Gilbert Paluch (AZS-AWF Poznań) | 45.227 |